# Enhydris
Genre
Enhydris est un genre de serpents de la famille des Homalopsidae.

## Distribution
Les six espèces de ce genre se rencontrent en Asie du Sud-Est, en Asie de l'Est et en Asie du Sud.

## Liste des espèces
Selon The Reptile Database (9 décembre 2014) :
- Enhydris chanardi Murphy & Voris, 2005
- Enhydris enhydris (Schneider, 1799)
- Enhydris innominata (Morice, 1875)
- Enhydris jagorii (Peters, 1863)
- Enhydris longicauda (Bourret, 1934)
- Enhydris subtaeniata (Bourret, 1934)

## Publication originale
- Sonnini & Latreille, 1802 : Histoire Naturelle des Reptiles, avec figures dessinées d'après Nature. vol. 3, Deterville, Paris (texte intégral).